# Better Living Through Chemistry
Albums de Fatboy Slim
Pizzaman
(1995) On the Floor at the Boutique
(1998)
Better Living Through Chemistry est le premier album de Fatboy Slim publié en 1996. Son nom est une adaptation d'un slogan publicitaire de DuPont, Better Living Through Chemistry.
Le fondateur de Skint Records, Damian Harris, décrit l'album comme s'il était « plus une compilation qu'un album », comme quelques-unes de ces pistes ont été enregistrées un certain temps avant sa publication, dû aux autres projets musicaux de Norman Cook.
La couverture de l'album représente l'image d'une disquette 3,5 pouces, rendant hommage à Blue Monday de New Order (qui a représenté un disque de 5,25 pouces).
La chanson Give The Po' Man A Break a été utilisée dans le film Traffic (2000).
La partition de piano dans Song For Lindy est tirée de la chanson Better Days de Jimi Polo (1989) qui a aussi été utilisée par Congress dans leur titre 40 Miles (1991).

## Pistes de l'album
| 1.    | Song For Lindy           | 4:50 |
| 2.    | Santa Cruz               | 7:29 |
| 3.    | Going Out Of My Mind     | 5:15 |
| 4.    | The Weekend Starts Here  | 6:41 |
| 5.    | Everybody Needs A 303    | 5:48 |
| 6.    | Give The Po' Man A Break | 5:52 |
| 7.    | 10th & Crenshaw          | 4:19 |
| 8.    | First Down               | 6:17 |
| 9.    | Punk To Funk             | 4:58 |
| 10.   | The Sound Of Milwaukee   | 6:21 |
| 57:54 |                          |      |